# Nordost (Schiff)
Die Nordost ist ein 1968 gebautes, deutsches Fahrgastschiff.

## Geschichte
Das Schiff wurde 1968 unter der Baunummer 1363 auf der Krögerwerft in Schacht-Audorf gebaut. Die Kiellegung fand am 26. Februar, Stapellauf und Taufe am 12. Juni 1968 statt. Die Fertigstellung des Schiffs erfolgte am 1. Juni 1968. Am 18. Juni 1968 wurde es an den Auftraggeber, die Kieler Verkehrs AG, abgeliefert und als Mönkeberg auf der Kieler Förde eingesetzt.
Während der Olympischen Sommerspiele 1972 wurde das Schiff als Regattabegleitschiff bei den Segelregatten auf der Kieler Förde eingesetzt.
Am 22. Januar 1990 wurde das Schiff an die Insel- und Halligreederei Kurt Paulsen verkauft, die es ab Juni des Jahres als Adler VIII von List aus einsetzte. Ab Juli 1995 wurde das Schiff zwischen Usedom und Swinemünde und ab Juli 1997 zwischen Ueckermünde und Heringsdorf eingesetzt.
Am 16. Juli 2001 wurde das Schiff als Atena unter die Flagge Panamas gebracht und für Fahrten von Swinemünde nach Usedom und Kamminke eingesetzt.
Im November 2004 erfolgte der Verkauf an die Fahrgastschiffsreederei MS Fembria. Das Schiff, das am 10. März 2005 in Fembria umbenannt wurde, wurde in der Folge für Fahrten ab Heiligenhafen und ab März 2005 auch für Fahrten ab Burgstaaken eingesetzt. Am 15. Oktober 2005 erfolgte die Umbenennung des zwischenzeitlich wieder unter deutsche Flagge gebrachten Schiffs in Feodora.
Ab dem 2. April 2006 wurde das Schiff für Fahrten auf der Flensburger Förde zwischen Flensburg und Kollund sowie Flensburg, Gråsten und Langballigau und ab dem 15. März 2008 zwischen Langballigau und Sønderborg eingesetzt. Ab November 2010 wurden mit dem Schiff Ausflugsfahrten ab Maasholm angeboten.
Anfang 2012 wurde das Schiff an die Reederei Damwerth verkauft, die es als Flinthörn – benannt nach dem Salzwiesen- und Dünengebiet im Südwesten der Insel Langeoog – für Ausflugsfahrten ab Langeoog und Bensersiel und im Fährverkehr zu der Insel einsetzte. Dabei kam das Schiff am 19. Oktober 2013 am Ostende von Langeoog fest und musste vom Seenotrettungsboot Caspar Otten der DGzRS freigeschleppt werden. Am 2. April 2022 stellte die Reederei den Betrieb aufgrund von Personalmangel ein.
Ende 2022 wurde das Schiff nach Mecklenburg-Vorpommern verkauft. Das im Sommer 2023 in Nordost umbenannte Schiff wird auf dem Stettiner Haff für Ausflugsfahrten eingesetzt.

## Technische Daten und Ausstattung
Der Antrieb des Schiffes erfolgt durch einen Achtzylinder-Dieselmotor des Herstellers Motorenwerke Mannheim (Typ: RHS 518 A). Der Motor wirkt über ein Untersetzungsgetriebe auf einen Festpropeller. Das Schiff ist mit einem Bugstrahlruder ausgerüstet.
Für die Stromerzeugung stehen ein über ein Nebenabtrieb vom Hauptmotor angetriebener Generator sowie ein von einem MWM-Dieselmotor angetriebener Generator und ein Notgenerator zur Verfügung.